# جيني هانسون
جيني هانسون (بالسويدية: Jenny Hansson)‏ (و. 1980  م) هي متزحلقة سويدية، ولدت في ياليفاره.

## روابط خارجية
- جيني هانسون على موقع IBU (الإنجليزية)
- جيني هانسون على موقع الاتحاد الدولي للتزلج (التزلج الريفي) (الإنجليزية)